# U Indi
U Indi är en halvregelbunden variabel av SRB-typ i stjärnbilden Indianen. 
Stjärnan har en fotografisk magnitud som varierar mellan +10,4 och 12,4 med en period av 97,5 dygn.